# Sento
Sentō (Japans: 銭湯) is een Japans openbaar badhuis waar klanten tegen betaling een bad kunnen nemen. De focus in deze badhuizen is over het algemeen op functionaliteit, met een grote ruimte die door een hoge muur in twee gescheiden ruimtes wordt gesplitst, de ene helft voor mannen en de andere helft voor vrouwen. In deze badruimtes zijn mengkranen aan de muur gemonteerd waar de klanten zich kunnen wassen alvorens de grote meerpersoonsbadkuip te betreden. Het aantal van deze badhuizen is na de Tweede Wereldoorlog sterk afgenomen omdat in de meeste huizen die na die tijd gebouwd zijn een douche of bad is ingebouwd. Desondanks bezoeken nog steeds veel Japanners regelmatig een sentō, ware het meer als een sociale bezigheid of om te ontspannen dan om zichzelf te wassen.

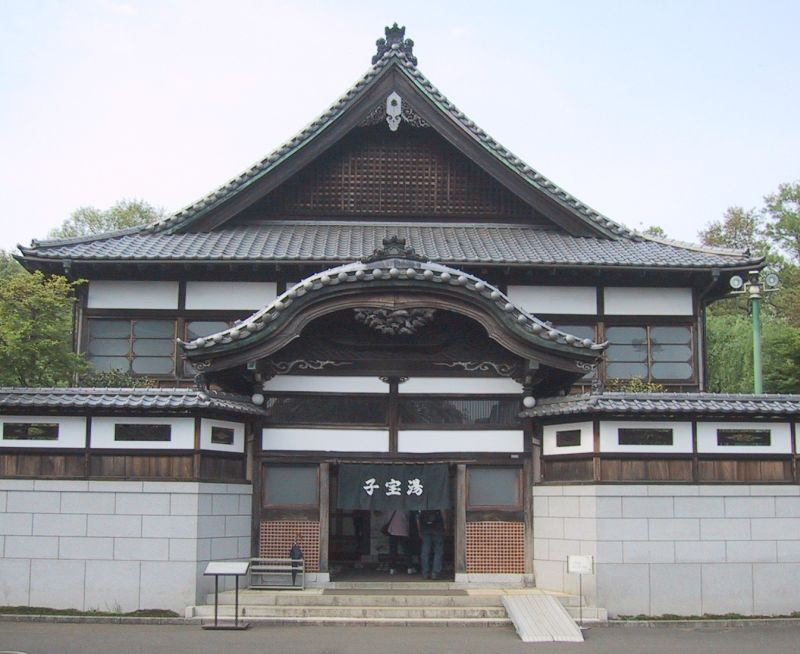
Ingang tot de sentō in het Edo-Tokio Openlucht Museum

Een andere vorm van badhuis in Japan is de onsen, waar het warme water afkomstig is uit een natuurlijke warmwaterbron. Vanwege dit feit is er rond een onsen vaak een resort of een kuuroord aanwezig. Sommige sentō kunnen ook de naam onsen hebben als het badwater afkomstig is uit een warmwaterbron. Er bestaat een rechterlijke definitie die openbare badhuizen classificeert als sentō.

## Sentōlay-out

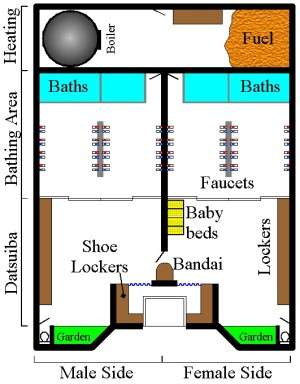
Algemene lay-out van een Sentō

### Toegangshal
Er is een verscheidenheid aan indelingen voor de Japanse sentō, of openbaar badhuis. De meeste traditionele sentōs hebben op het gebied van lay-out veel overeenkomsten. Voor de ingang hangt vrijwel altijd een Japans gordijn of noren (暖簾). Dit gordijn is blauw van kleur met daarop het kanji 湯 (yu, let. heet water) of de overeenkomende hiragana ゆ. Direct na de ingang is een kleine toeganghal met schoenenkluisjes, gevolgd door twee lange gordijnen of deuren, een aan iedere kant. Deze gordijnen of deuren geven toegang tot kleedkamer datsuijo (脱衣場) voor mannen en vrouwen. Beide kleedkamers hebben vrijwel dezelfde indeling, hoewel over het algemeen gespiegeld.

### Kleedkamer

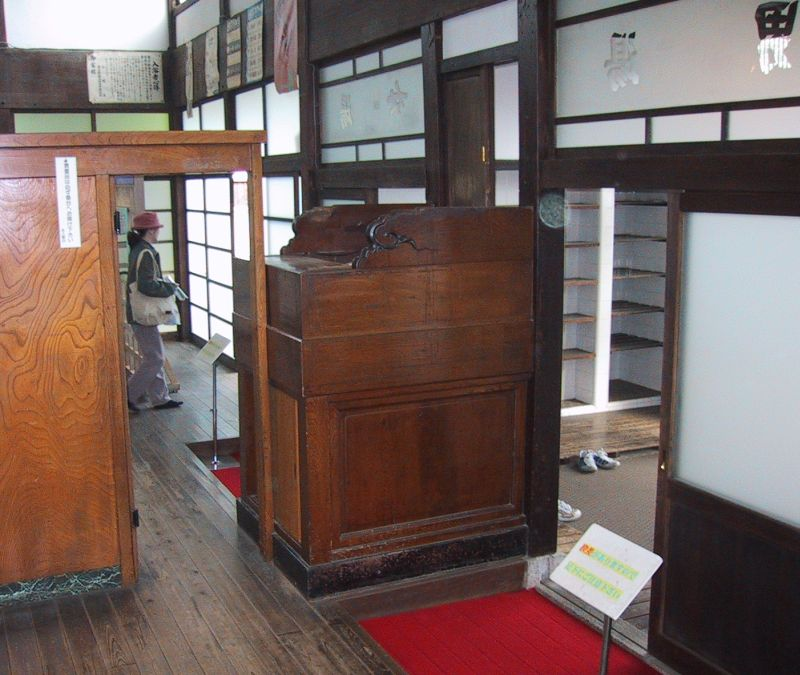
Bandai in het Edo-Tokio Openluchtmuseum

Een openbaar badhuis in Japan heeft over het algemeen een van de volgende twee toegangstypes. Het in Tokio het meest gebruikte type heeft een frontdesk, terwijl een minderheid de zogenaamde bandaistijl hanteert. In Tokio hebben zo'n 660 sentō een frontdesktoegang en ongeveer 315 hebben nog de meer traditionele bandaitoegang.
In een open ruimte in de afscheidingsmuur tussen de mannen- en vrouwenkleedkamer is de zogenoemde bandai (番台), waar de kassier zit. De bandai is over het algemeen rechthoekig van vorm. De kassier heeft zo zicht op zowel de binnenkomende mannen als de binnenkomende vrouwen. Beide kleedkamers zijn meestal rond de 10 vierkante meter in oppervlak met een tatamivloer.
Het plafond is meestal tussen de 3 en 4 meter hoog. De afscheidingsmuur tussen de mannenkleedkamer en de vrouwenkleedkamer is ongeveer 2 meter hoog. Soms hebben de kleedkamers een buitendeur die naar een kleine Japanse tuin voert. Ook is er altijd een massagestoel in de kleedkamers, evenals een drankautomaat. Verder is er ook meestal een weegschaal. In sommige oude traditionele sentō is de weegschaal nog altijd in de originele Japanese maat monme (匁, 1 monme = 3.75 g) en kan (1 kan = 1000 monme = 3,75 kg). Lokale ondernemers adverteren vaak in de kleedkamers van de sentō. In de vrouwenkleedkamer zijn meestal ook nog babybedjes en soms zijn er ook meer spiegels. De aankleding en de advertenties zijn meestal geslachtsgericht en dus verschillend in beide kleedkamers.

### Badgedeelte
Het badgedeelte is gescheiden van de kleedkamer door middel van een schuifdeur om de warmte in de baden te houden. De enige uitzondering daarop zijn sentō in Okinawa. Omdat het daar doorgaans van nature erg warm is, is het niet nodig om de warme lucht in het badgedeelte te houden en is de kleedkamer dus over het algemeen ook niet gescheiden van het badgedeelte.
De muren en de vloer van het badgedeelte zijn over het algemeen betegeld. In de buurt van de deur is een voorraad lage krukjes en emmers te vinden die gebruikt kunnen worden voor het wassen bij een van de kranen gemonteerd aan de muur. Deze kranen worden in het Japans karan (カラン) genoemd. Dit woord is afkomstig van het Nederlandse woord kraan. Door de ruimte heen zijn verschillende baden verspreid. Het minimum is meestal drie baden met verschillende watertemperatuur, en vaak is er ook een elektrisch bad te vinden. In Osaka en Kansai zijn de baden meestal te vinden in het midden van het badgedeelte, terwijl in Tokio en Kanto de baden meestal aan het einde van de ruimte zijn geplaatst.
De scheidingsmuur tussen het mannen- en vrouwengedeelte is zo'n 2 meter hoog, terwijl het plafond zo'n 4 meter hoog is met grote ramen vlak onder het dak. In sommige gevallen zit er een klein gat in de scheidingsmuur. Dit gat werd traditioneel gebruikt om de zeep door te geven, maar tegenwoordig kunnen de meeste families meer dan een stuk zeep betalen. De achterwand is vaak voorzien van een foto of muurschildering, vaak een plaatje van Fuji, zoals te zien is op de foto rechts.

### Machinekamer
Achter het badgedeelte ligt de machinekamer of kamaba (釜場) waar het water op temperatuur wordt gebracht. De boilers worden traditioneel vaak op olie gestookt, maar tegenwoordig zijn ook elektrische boilers in veel plaatsen te vinden. Ook worden hier en daar andere brandstoffen gebruikt, waaronder houtsnippers. Na de Tweede Wereldoorlog vonden er in Tokio regelmatig stroomstoringen plaats wanneer alle badhuizen de boilers tegelijkertijd aan zetten.

### Sauna
Veel sentō hebben tegenwoordig ook een sauna en een koudwaterbad om na de sauna af te koelen. Over het algemeen dient voor de sauna extra te worden betaald. Als bewijs van betaling ontvangt de bezoeker vaak een simpele polsband of een handdoek om in de sauna op te zitten.

## Gezondheid
In het verleden hebben er verscheidene legionellauitbraken plaatsgevonden in diverse sentō. Daarom voegt de sentō-unie tegenwoordig chloor toe aan het badwater.